# Ȟ
O Ȟ (minúscula: ȟ) é uma letra (H latino, adicionado do caron) usada na língua kalo finlandesa o na língua dacota. Seu som de acordo com o alfabeto fonético internacional na língua kalo finlandesa é a fricativa velar surda e na língua dacota é a fricativa uvular surda.